# Bema (geslacht)
Bema is een geslacht van vlinders van de familie snuitmotten (Pyralidae), uit de onderfamilie Phycitinae.

## Soorten
- B. fifaca Dyar, 1914
- B. fritilla Dyar, 1919
- B. myja Dyar, 1914
- B. neuricella Zeller, 1848
- B. ydda Dyar, 1914
- B. yddiopsis Dyar, 1919